# Maria Campillo i Guajardo
Maria Campillo i Guajardo (Alhama de Aragón, 9 d'abril de 1953) ha estat professora de Literatura Catalana Contemporània a la Universitat Autònoma de Barcelona i vicedirectora del CEFID (Centre d'Estudis sobre les Èpoques Franquista i Democràtica). Ha publicat estudis d'història cultural, entre els quals Escriptors catalans i compromís antifeixista, 1936-1939 (1994), i sobre diferents períodes i autors de la literatura catalana del segle xx. Ha fet diverses contribucions a l'estudi de la narrativa dels exiliats, n'ha editat correspondència i ha estat assessora científica de l'exposició "Literatures de l'exili" produïda pel CCCB de Barcelona l'any 2005. És membre del consell de redacció de la revista mensual L'Avenç. El 2010 va publicar a Allez! Allez! Escrits del pas de frontera, 1939. i el 2017 La brigada del vidre. Cròniques del front (1926-1939), tots dos reculls de textos relacionats directament amb la Guerra Civil Espanyola. També és autora d'una obra de creació literària dins el gènere del memorialisme: la narració del record de la seva experiència infantil i d'adolescent al balneari d'Alhama de Aragón on va néixer, propietat de la seva família materna i avui desaparegut, on passava els estius, El balneari. Memòria d'una educació sentimental (2022, Editorial L'Avenç), que ha estat traduït a l'espanyol per ella mateixa (El balneario, Editorial Xordica, 2024).
Ha intervingut en múltiples obres col·lectives com la Història de la literatura catalana (Enciclopèdia Catalana, Editorial Barcino, Ajuntament de Barcelona) dirigida per Àlex Broch, o La memòria del catalans dirigida per Borja de Riquer (Edicions 62, 2025); i en programes de ràdio o de TV3 divulgant la literatura catalana del segle xx, amb especial referència a Mercè Rodoreda, de la qual és una destacada i reconeguda experta.